# نيل لوسون بيكر
نيل لوسون بيكر (بالإنجليزية: Neil Lawson Baker)‏ هو مصور ورسام بريطاني، ولد في 8 نوفمبر 1938 في واتفورد في المملكة المتحدة.